# João Gonçalo Fernandes

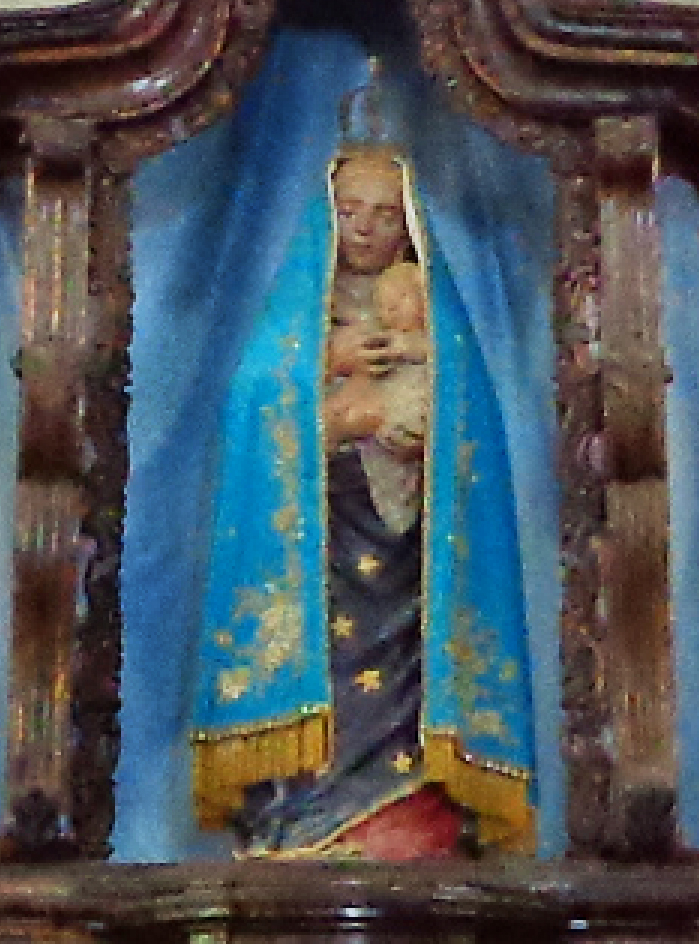
Nossa Senhora de Itanhaém

João Gonçalo Fernandes (Portugal, ? — Salvador, 1581) foi um mestre artesão português, considerado o primeiro escultor em atividade no Brasil.

## Biografia
Pouco se sabe sobre ele, e sua história foi registrada em versões diferentes. É especialmente confusa a denominação das estátuas que teria criado. A tradição mais aceita pela crítica, que é em boa parte sustentada por documentação conservada pelos franciscanos do Rio de Janeiro, diz que viveu inicialmente em Salvador, e em torno de 1560 se encontrava preso em São Vicente, acusado de assassinato e condenado à forca. Enquanto aguardava a apelação da sentença, teria pedido ao carcereiro para lhe trazer barro, confeccionando com ele imagens de Nossa Senhora da Conceição, Santo Antônio e Nossa Senhora do Amparo. Assim que terminou as obras, teria chegado a notícia de seu perdão, que ele considerou um milagre. Outras versões sempre citam o Santo Antônio, mas a identidade das Nossas Senhoras varia, sendo às vezes citadas como da Assunção, dos Anjos ou do Rosário. Em 1581 estava de volta em Salvador, sendo admitido na Companhia de Jesus, mas faleceu poucos dias depois.

## As imagens
As imagens têm pouco mais de 1 metro de altura, são todas policromadas, modeladas em uma forma compacta, com pouca expressão emocional nas faces, e com vestes quase coladas ao corpo, com dobras de relevo baixo e uma sinuosidade irregular. Segundo Rafael Schunk, elas inauguram "o período clássico do Maneirismo no Brasil".
A tradição diz que ao ser liberto, João Gonçalo levou a imagem do Amparo para Itanhaém, entregando-a para Francisco Nunes, que a entronizou em uma ermida no alto do morro chamado Vaporá ou Guapurá, ao qual se subia por uma escadaria de 83 degraus, que era percorrida de joelhos por muitos devotos. Apesar de carregar o Menino Jesus nos braços, a imagem acabou sendo venerada como Nossa Senhora da Conceição, sendo considerada milagrosa. Em 1654 a ermida passou para a administração dos franciscanos, e diz a lenda que um dos custódios achou estranho que uma Conceição tivesse um Menino, ordenando a um assistente que o removesse, mas ao iniciar a operação, o custódio teria sido tomado por um incontrolável "tremor no coração", e acabou desistindo. O fato teria se espalhado entre os moradores do litoral santista, aumentando a devoção do povo à imagem milagrosa. Hoje se encontra no Convento de Nossa Senhora da Conceição de Itanhaém.
Já a imagem original da Conceição foi entregue para a Matriz de São Vicente, e acabou sendo venerada como do Rosário ou da Assunção, mas hoje pertence ao acervo do Museu de Arte Sacra de Santos e seu nome correto foi reinstalado. Esta imagem foi tombada pelo Instituto do Patrimônio Histórico e Artístico Nacional.
A imagem de Santo Antônio foi destinada para uma fazenda na ilha de Santo Amaro e depois passou para a Matriz de São Vicente, onde ainda se encontra. Eduardo Etzel levantou objeções à autoria do Santo Antônio, alegando que foi confeccionado com um barro diferente e com uma técnica diferente, e seu estilo também não seria o mesmo.
Em 1954 as imagens de Nossa Senhora foram expostas na mostra Imagens Religiosas Brasileiras, organizada pelo Instituto Histórico e Geográfico de São Paulo, e no ano seguinte foram expostas no Rio de Janeiro, sendo verificado que em tempos anteriores haviam sido pesadamente repintadas. Na década de 1960 foram restauradas.
A autoria das imagens atribuídas a João Gonçalo não é inteiramente segura, mas é aceita pela grande maioria dos críticos. Os primeiros exploradores portugueses trouxeram imagens consigo, mas João Gonçalo é tido como o primeiro a produzir imagens no território brasileiro. Segundo o Projeto Ex-votos, "João Gonçalo aparece em documentos antigos como o nosso primeiro escultor". Nas palavras de Rafael Schunk, "mediante investigações históricas sabemos que [são] as mais antigas imagens em terracota elaboradas no país. [...] Consenso entre os pesquisadores, estas três celebradas obras quinhentistas em barro cozido, de valor histórico e artístico nacional, estão entre os trabalhos que inauguram a produção de imaginária sacra no Brasil". Segundo Ailton de Alcântara, deixaram grande descendência, tornando-se "modelos de inspiração para muitas outras feitas na capitania de São Vicente".